# 贺业增
贺业增（1963年4月—），山东牟平人。中华人民共和国政治人物。

## 生平
1982年7月参加工作。1980年9月，毕业于烟台地区二轻工业学校轻工机械制造专业。1998年5月，担任山东省烟台市牟平区副区长。2001年8月，任山东省海阳市委常委、副市长。2004年10月，担任山东省海阳市委常委、副市长兼烟台市核电办副主任。2006年12月，任山东省烟台市劳动和社会保障局副局长、党委委员兼烟台市核电办副主任。2007年4月，担任山东省烟台市劳动和社会保障局副局长。2010年11月，担任山东省烟台市物价局局长。2013年5月，任山东省烟台市委交通运输工委书记、市交通运输局副局长。2015年1月，任中共莱阳市委书记、市人大常委会主任。2016年12月，任中共招远市委书记。